# Grives
Grives (okzitanisch Grivas) ist ein Ort und eine aus wenigen Einzelgehöften bestehende Gemeinde mit 106 Einwohnern (Stand: 1. Januar 2022) im Südosten des südfranzösischen Départements Dordogne in der Region Nouvelle-Aquitaine.

## Lage
Der Ort Grives liegt gut 25 km (Fahrtstrecke) südwestlich der Stadt Sarlat-la-Canéda bzw. ca. 67 km südöstlich von Périgueux in einer Höhe von ca. 150 m ü. d. M. Das Klima ist gemäßigt und wird gleichermaßen vom Atlantik wie von den Bergen des Zentralmassivs beeinflusst.

## Bevölkerungsentwicklung
| Jahr      | 1800 | 1851 | 1901 | 1954 | 1999 | 2014 |
| Einwohner | 450  | 605  | 387  | 229  | 135  | 137  |

Der kontinuierliche Bevölkerungsrückgang seit der zweiten Hälfte des 19. Jahrhunderts ist im Wesentlichen auf die Reblauskrise im Weinbau und die zunehmende Mechanisierung der Landwirtschaft sowie den jeweils damit einhergehenden Verlust an Arbeitsplätzen zurückzuführen.

## Wirtschaft
Die Bewohner der Gemeinde lebten jahrhundertelang als Selbstversorger von den Erträgen ihrer Felder und Gärten; daneben wurden auch Viehzucht, ein wenig Weinbau und die Anpflanzung von Esskastanien betrieben. Im Ort selbst siedelten Handwerker, Kleinhändler und Dienstleister. Seit den 1960er Jahren werden einige der leerstehenden Häuser als Ferienwohnungen (gîtes) genutzt.

## Geschichte
Ob der Ort während des Hundertjährigen Krieges (1337–1453) oder in der Zeit der Hugenottenkriege (1562–1598) in Mitleidenschaft gezogen wurde, ist unklar.

## Sehenswürdigkeiten
- Die einschiffige, insgesamt romanisch anmutende Pfarrkirche Saint-Étienne entstand im 13. oder 14. Jahrhundert; sie gehörte lange Zeit zum Priorat von Belvès und ist immer noch umgeben vom Friedhof des Ortes. Ihre von einem zweigeteilten Glockengiebel überhöhte, ansonsten jedoch schmucklose Fassade sowie die übrigen Außenwände sind – mit Ausnahme der Ecksteine – aus nur wenig behauenen Bruchsteinen gemauert. Das Portal wurde später verändert; darüber befindet sich ein Rundfenster.

Umgebung
- Circa einen Kilometer südöstlich des Ortes liegt die ehemalige Chartreuse du Breuil, die im 17. und 18. Jahrhundert zu einem Landschlösschen (manoir) umgebaut wurde. Die Anlage befindet sich in Privatbesitz, wurde jedoch in Teilen im Jahr 2007 in die Liste der Monuments historiques aufgenommen.[3]
- Zahlreiche Wanderwege führen durch die Kastanienwälder der Umgebung.